# Biopolítica
El término biopolítica es un neologismo utilizado por Michel Foucault para identificar una forma de ejercer el poder no sobre los territorios, sino sobre la vida de los individuos y las poblaciones. Este tipo de poder es denominado biopoder.
El concepto ha sido luego retomado y desarrollado por otros filósofos como Giorgio Agamben, Toni Negri, Paul B. Preciado, Roberto Esposito y Byung-Chul Han.

## Origen del término

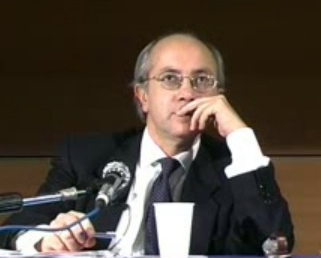
El filósofo italiano Roberto Esposito dedicó gran parte de sus trabajos al estudio de la biopolítica.

El concepto cobró notoriedad a partir de su desarrollo en la obra de Michel Foucault, por esta razón se le suele considerar como el responsable de la introducción del neologismo en el mundo académico. Sin embargo, según Roberto Esposito, probablemente el primero en emplear el vocablo fue el filósofo sueco Rudolf Kjellén, quien lo acuñó en paralelo al término geopolítica.

### La biopolítica en Foucault
Michel Foucault hizo uso del término «biopolítica» en octubre de 1974, por primera vez, en la conferencia titulada «O nascimiento da medicina social» que dictó dentro del marco del curso de Medicina social latinoamericana ofrecido por la Universidad del Estado de Río de Janeiro (Brasil). Allí afirmó:  «Fue en lo biológico, en lo somático, en el corporal yo, antes de nada, que
invirtió la sociedad capitalista. El cuerpo es una realidad biopolítica. La medicina es una estrategia biopolítica».
A los dos años, en la clase de 17 de marzo de 1976 en el Collège de France, en la cual daba cuenta de sus investigaciones «sobre el racismo, su genealogía y su desarrollo como política de Estado, cuyo título fue "Del poder de soberanía al poder sobre la vida"», Foucault volvió a utilizar la palabra biopolítica, para referirse a una «nueva tecnología del poder».
Gómez-Pineda al hablar del nacimiento de la biopolítica afirma que, para Michel Foucault, «La 'biopolítica' nació en Europa durante la segunda mitad, a mediados o a finales del siglo XVIII, cuando ocurre "el nacimiento del capitalismo"... y cuando se centró en el interés por "un conjunto de procesos como la proporción de los nacimientos y las defunciones, la tasa de reproducción, la fecundidad de una población, etcétera"».

## Significado
El concepto de biopolítica tiene un significado que va en paralelo con el de biopoder. Este último hace alusión a un conjunto de estrategias orientadas a dirigir las relaciones de poder para hacer de la vida algo administrable. La biopolítica sería entonces el tipo de política y de gestión que busca este biopoder.
Para llegar a este concepto, Foucault hizo un estudio histórico de las formas en que se ejerció el poder. Según el filósofo francés, hasta el XVII, el poder tradicional entendía el cuerpo como una máquina. De esta forma, el poder trataría de influir en la educación, las aptitudes y los comportamientos de los individuos para producir cuerpos dóciles y fragmentados. Para este fin se desarrollarían herramientas como la vigilancia, el control o los exámenes sobre las capacidades.

Sin embargo, a partir del XVIII y con el desarrollo de disciplinas como la Demografía, quienes administraban el poder habrían encontrado un nuevo campo sobre el que ejercerlo. En palabras de Foucault: 
Para Foucault, desde entonces y acentuado desde el XIX, estos problemas han ido ocupando un "lugar creciente", hasta suponer hoy en día una serie de retos económicos y políticos.
En los años 1978 y 1979, Foucault impartió una serie de clases en el Collège de France que luego fueron reunidas en el libro El nacimiento de la biopolítica. En estas clases, el filósofo francés trató de determinar, según sus propias palabras, "de qué modo se estableció el dominio de la práctica del gobierno, sus diferentes objetos, sus reglas generales, sus objetivos de conjunto para gobernar de la mejor manera posible".

## Otros usos

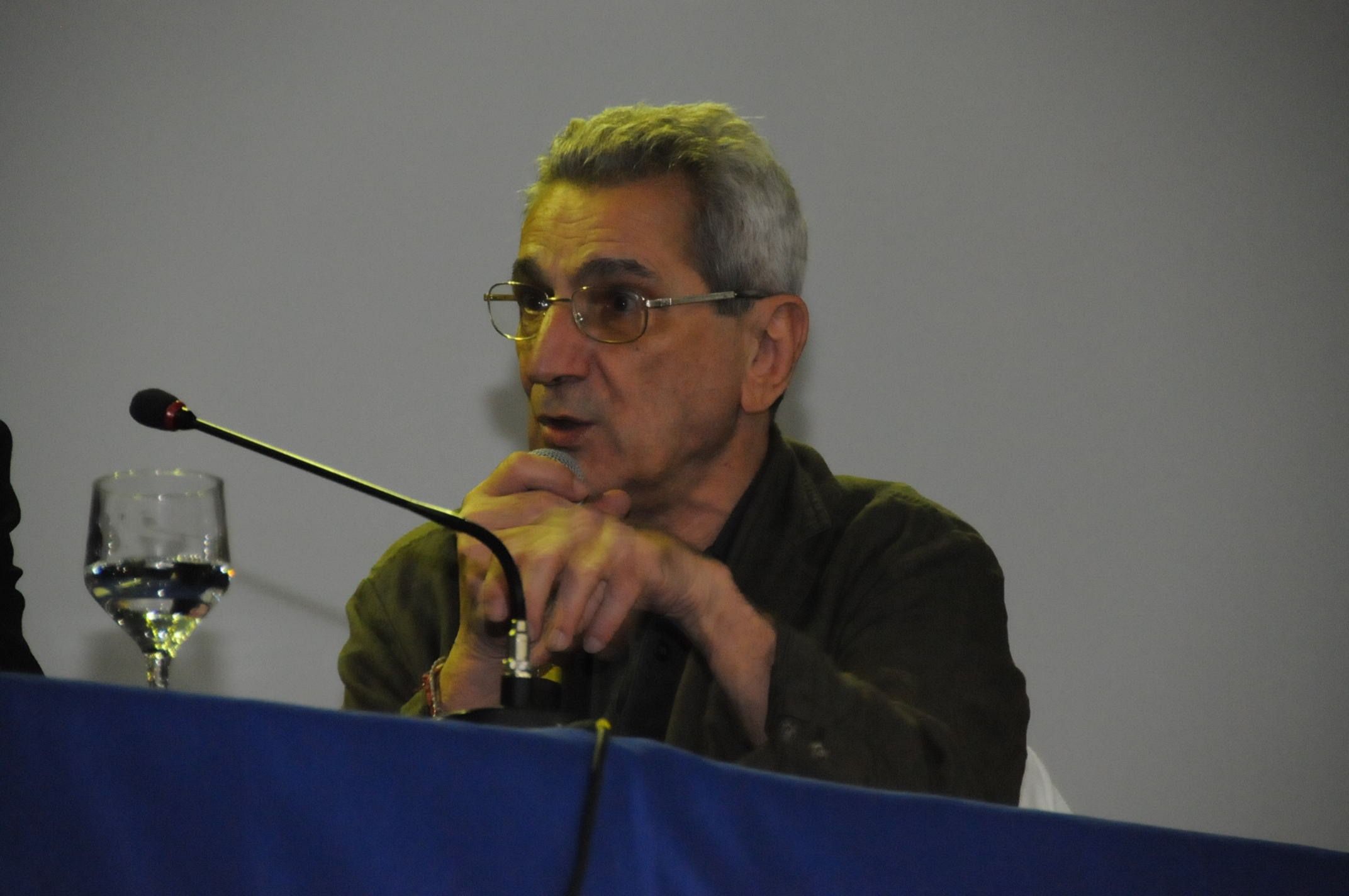
El filósofo italiano Antonio Negri (en la foto) ha dado junto con Michael Hardt nuevos significados al término biopolítica.

En la obra de Michael Hardt y Antonio Negri, el concepto de biopolítica pasa a denominar la insurrección anticapitalista que usa la vida como armas; por ejemplo el fenómeno de los refugiados, el éxodo (política) y, 'en su más trágica y revolucionaria forma', el terrorismo suicida. Conceptualizados como lo opuesto al biopoder, el que es visto como la práctica de la soberanía en condiciones biopolíticas.